# Jaws 3-D
Jaws 3-D (ook wel bekend als Jaws 3) is een Amerikaanse horror-thrillerfilm uit 1983. Het is de derde film uit de Jaws-serie. De film werd geregisseerd door Joe Alves. Hoofdrollen werden vertolkt door Dennis Quaid, Bess Armstrong en Simon MacCorkindale.
De film maakt, zoals de titel al aangeeft, gebruik van 3D-effecten.

## Verhaal
De film verschilt qua verhaal en sfeer van de vorige films. Het verhaal speelt zich niet op het eiland Amity af, maar in het pas geopende Zeedierenpark, Sea World in Florida.
Centraal staat de zoon van de oude vertrouwde Martin Brody, Mike (Michael) Brody. Mike werkt nu in Sea World, maar in het pretpark beginnen medewerkers te verdwijnen. Dan worden Michael en zijn vriendin Kay aangevallen door een witte haai. Weliswaar niet zo’n grote als in de vorige twee films, maar toch een gevaar voor zwemmers.
De directeur van Sea World wil deze witte haai graag in zijn park hebben als attractie. De beroemdheid Philip Fitzroyce neemt al zijn snufjes mee om de haai te pakken. De haai wordt gevangengenomen, maar sterft niet lang daarna. En dan ontdekken ze dat de haai nog jong was, en zijn moeder reeds op weg is naar Florida.

## Rolverdeling
| Acteur              | Personage            |
| ------------------- | -------------------- |
| Dennis Quaid        | Michael 'Mike' Brody |
| Bess Armstrong      | Kathryn Morgan       |
| Simon MacCorkindale | Philip FitzRoyce     |
| Louis Gossett jr.   | Calvin Bouchard      |
| John Putch          | Sean Brody           |
| Lea Thompson        | Kelly Ann Bukowski   |
| Harry Grant         | Shelby Overman       |

## Achtergrond

### Productie
David Brown en Richard Zanuck, de producers van de vorige film, bedachten Jaws 3 aanvankelijk als een soort parodie op de andere twee Jaws-films. Dit vanwege het succes van Airplane!. Matty Simmons werd ingehuurd als producer, samen met Brown en Zanuck. Door conflicten met Universal Studios kwam het project echter niet van de grond.
Toen het project later opnieuw werd opgestart, werd besloten er toch geen parodie van te maken. Joe Alves werd ingehuurd als regisseur .
Toen de film werd gemaakt, herwonnen 3D-films weer aan populariteit. De effecten werden in veel films toegepast. De producers van Jaws 3 besloten ook aan deze film 3D-elementen toe te voegen.

### Muziek
De muziek van de film werd gecomponeerd door Alan Parker. Het was zijn eerste werk voor een film. De nummers zijn:
1. Jaws 3-D Main Title (2:59)

2. Kay and Mike's Love Theme (2:18)

3. Panic at Seaworld (2:07)

4. Underwater Kingdom and Shark Chase (4:20)

5. Shark Chase and Dolphin Rescue (1:22)

6. Saved by the Dolphins (2:05)

7. "The Shark's Gonna Hit Us!" (2:42)

8. It's Alive/Seaworld Opening Day/Silver Bullet (2:34)

9. Overman's Last Dive (1:18)

10. Philip's Demise (4:59)

11. Night Capture (4:53)

12. Jaws 3-D End Titles (4:06)

### Ontvangst
De film bracht in het openingsweekend $13.422.500 op. In totaal bracht de film wereldwijd $87.987.055 op. Daarmee kon de film qua opbrengst niet tippen aan zijn twee voorgangers.
De reacties op de film waren over het algemeen negatief. De 3D-effecten werden bekritiseerd als een publiciteitsstunt om extra mensen naar de film te lokken.

## Prijzen en nominaties
| jaar | prijs                  | categorie                   | genomineerde(n)                                    | uitslag     |
| ---- | ---------------------- | --------------------------- | -------------------------------------------------- | ----------- |
| 1984 | Golden Raspberry Award | Slechtste regisseur         | Joe Alves                                          | genomineerd |
| 1984 | Golden Raspberry Award | Slechtste nieuwe ster       | "Cindy en Sandy (de dolfijnen) "                   | genomineerd |
| 1984 | Golden Raspberry Award | Slechtste film              | Rupert Hitzig                                      | genomineerd |
| 1984 | Golden Raspberry Award | Slechtste scenario          | Richard Matheson, Carl Gottlieb, Guerdon Trueblood | genomineerd |
| 1984 | Golden Raspberry Award | Slechtste mannelijke bijrol | Louis Gossett jr.                                  | genomineerd |